# Nebojša Vučković
Nebojša Vučković (13 maggio 1949 – 13 maggio 2019) è stato un allenatore di calcio e calciatore serbo, fino al 1992 jugoslavo, di ruolo attaccante.

## Palmarès

### Giocatore

#### Competizioni nazionali
- Erste Liga: 1

LASK Linz: 1978-1979

#### Competizioni internazionali
- Coppa Piano Karl Rappan: 1

Vojvodina: 1976
- Coppa Mitropa: 1

Vojvodina: 1976-1977

### Allenatore
- Bahraini Crown Prince Cup: 1

Al-Riffa: 2002
- Coppa della Corona del Principe saudita: 1

Al-Ahli: 2006-2007
- Coppa Principe Faysal Bin Fahd: 1

Al-Ahli: 2006-2007